# Moolaade – fristaden
Moolaade - fristaden (originaltitel: Moolaadé) är en senegalesisk film från 2004 i regi av Sembène Ousmane. Filmen var den andra i en planerad trilogi där Faat Kiné från 2001 var den första.
Moolaadé hade premiär vid filmfestivalen i Cannes 2004 där den vann Un certain regard-priset.

## Handling
I en liten by i Burkina Faso flyr sex unga flickor från könsstympning, fyra av dem söker skydd hos Collé som sju år tidigare vägrat låta sin dotter genomgå ingreppet. Hon upprättar en magisk fristad, "moolaadé", denna markeras av ett färgglatt rep över vilket ingen skulle våga kliva över för att hämta flickorna. Skyddsbesvärjelsen kan endast upphävas av Collé själv, byrådet och senare hennes make försöker få henne att upphäva den. Makens släktingar övertalar honom att piska henne offentligt för att få henne ta tillbaka den. När hon är på väg att kollapsa ingriper handlaren Mercenaire och stoppar misshandeln, efteråt jagas han ut ur byn och mördas. Medan Collé piskas går en av flickornas mödrar till Collés hus och lockar ut sin dotter. Flickan dör sedan på grund av könsstympningen, detta i kombination med att de får reda på att de två saknade flickorna dränkt sig i en brunn får kvinnorna att göra revolt.

## Medverkande
| Fatoumata Coulibaly    | – Collé Gallo Ardo Sy       |
| Maimouna Hélène Diarra | – Hadjatou                  |
| Salimata Traoré        | – Amasatou                  |
| Dominque Zeïda         | – Mercenaire                |
| Mah Compaoré           | – ledare för omskärerskorna |
| Aminata Dao            | – Alima Bâ                  |
| Rasmané Ouédraogo      | – Ciré Bathily              |
| Ousmane Konaté         | – Amath Bathily             |

## Mottagande
Moolaadé har fått övervägande positiv kritik. På Rotten Tomatoes har filmen fått betyget 99%, baserat på 73 kritikerrecensioner med ett genomsnittligt betyg på 8,3 av 10. På Metacritic har den betyget 91 baserat på 26 recensioner, varav 24 positiva och 2 mixade.